# Сюзанна Броан
Сюзанна Броан (уроджена Огюстина Сюзанна Броан, фр. Augustine-Suzanne Brohan, 22 січня 1807, Париж — 16 серпня 1887, Фонтене-о-Роз) — французька акторка. 

## Життєпис
Сюзанна Броан в одинадцять років вступила до Національної консерваторії в Парижі. 1820 року під час навчання Сюзанна отримала відзнаку за участь у театральній діяльності - Другу премію, а 1821 року - Першу премію. Вчителем Сюзанни був Жозеф Самсон (фр. Joseph Isidore Samson). Перші виступи розпочались на сценах провінційних театрах Тура, Орлеана, Сомюра, Анже. 30 травня 1823 року відбувся театральний дебют актриси в паризькому театрі «Одеон» у ролі Дорини, комедійної п'єси «Тартюф».
15 лютого 1834 року Сюзанна Броан увійшла до складу акторів найпрестижнішого французького театру Комеді Франсез. Головними ролями Сюзанни Броан стали: роль Мадлони в п'єсі «Кумедні манірниці» і роль Сюзанни в п′єсі «Одруження Фігаро».
Ученицями талановитої актриси були Сюзанна Рейхенберг і Жанна Самарі. 
Сюзанна Броан мати актрис Авґустини Броан і Мадлен Броан, бабуся Жанни Самарі. 